# O Grande Circo Místico
O Grande Circo Místico é um espetáculo musical brasileiro apresentado em 1983.
Criado originalmente para o Balé Teatro Guaíra, de Curitiba, e Naum Alves de Souza roteirizou o poema homônimo do parnasianista/modernista Jorge de Lima (da obra A Túnica Inconsútil, 1938), o espetáculo foi preparado durante todo o ano de 1982 e estreou em 17 de março de 1983 mesclando música, balé, ópera, circo, teatro e poesia.
Tamanho o sucesso, originou uma turnê de dois anos pelo país, assistida por mais de 200 mil pessoas, em quase 200 apresentações. Consagrou umas das mais completas obras já apresentadas no país, lotando o Maracanãzinho e o Coliseu dos Recreios, em Lisboa.
A trilha sonora foi musicada pela dupla Chico Buarque e Edu Lobo e conta a história do grande amor entre um aristocrata e uma acrobata e a saga da família austríaca proprietária do Grande Circo Knieps, que vagava pelo mundo nas primeiras décadas do século.